# 헝가리 미국 국제학교
헝가리 미국 국제학교 (American International School of Budapest, AISB)
개요
헝가리 미국 국제학교(AISB)는 헝가리 부다페스트 근교의 나지코바치(Nagykovácsi)에 위치한 국제학교이다. 1973년 주헝가리 미국대사관이 미국 외교관 자녀들을 위해 설립했으며, 이후 57개국 이상의 학생들을 수용하는 중·동유럽에서 가장 다양한 국제학교 중 하나로 성장했다.
AISB는 유치원 과정(EC3)부터 12학년까지 교육을 제공하며, 영어를 주요 교육 언어로 사용한다. 또한, 국제 바칼로레아(IB) 과정을 채택하여 IB 초등과정(PYP), 중등과정(MYP), 및 디플로마 과정(DP)을 운영하고 있다.
학업 프로그램
AISB는 IB 월드 스쿨(IB World School)로서, 11~12학년 학생들에게 엄격한 국제 바칼로레아 디플로마 프로그램(IBDP) 을 제공한다. 커리큘럼은 탐구 기반 학습, 세계 시민의식, 학문 간 연구를 강조한다.
IB 과정 외에도 AISB는 Advanced Placement (AP) 과정, 영어 추가 언어(EAL) 프로그램, 그리고 다양한 학습 지원 서비스를 제공한다. 학생 개개인에 대한 집중적인 지도를 위해 낮은 학생 대 교사 비율을 유지하며, 높은 학업 성취도를 목표로 한다.
AISB는 대학 진학 준비에도 중점을 두고 있으며, 졸업생들은 하버드, 스탠퍼드, 옥스퍼드, 케임브리지 등의 세계적인 명문 대학에 진학하고 있다.
캠퍼스 및 시설
AISB는 부다페스트에서 약 13km 떨어진 나지코바치(Nagykovácsi)에 위치한 최신식 캠퍼스를 운영한다. 주요 시설은 다음과 같다.
•최첨단 교육 기술이 적용된 현대적인 교실
•다양한 자료를 갖춘 도서관 및 미디어 센터
•350석 규모의 공연 및 집회용 극장
•최신 실험 장비를 갖춘 과학 연구실
•시각 및 공연 예술 센터
•스포츠 복합 시설, 포함:
•대형 실내 체육관
•25m 규모의 올림픽 규격 수영장
•축구장, 육상 트랙 및 테니스 코트
•학생 식당 (다양한 국제 요리 제공)
•협업 학습 공간 (팀 프로젝트 지원)
AISB는 지속 가능성과 환경 보호에도 중점을 두며, 친환경적인 캠퍼스 조성과 지속 가능한 교육 프로그램을 운영하고 있다.
학생 생활
AISB는 활기찬 학생 활동과 다양한 과외 활동으로 유명하다. 학생들이 주도하는 다양한 클럽과 리더십 프로그램이 운영되며, 대표적인 활동으로 다음과 같은 클럽이 있다.
•Model United Nations (MUN)
•National Honor Society (NHS)
•Robotics and STEM clubs
•Debate team
•Environmental and sustainability groups
•Community service and volunteering programs
AISB는 **CEESA (Central and Eastern European Schools Association)**의 회원 학교로, 국제 스포츠 대회에 참가할 기회를 제공한다. Budapest Blazers라는 이름으로 운영되는 학교 스포츠 팀은 다음 종목에서 활약하고 있다.
•가을: 축구
•겨울: 농구, 수영
•봄: 테니스, 배구, 육상
문화 및 커뮤니티
AISB는 다양한 문화를 존중하고 축하하는 다문화 환경을 조성한다. 주요 행사로 국제의 날(International Day), 설날(Lunar New Year), 헝가리 국경일(Hungarian National Day) 등을 기념하며, 모든 학생이 서로의 문화를 배울 수 있도록 장려한다.
또한, AISB는 지역 사회와 협력하여 봉사활동 및 사회 공헌 기회를 제공하며, 학생들이 실제 문제를 해결하는 능력을 기를 수 있도록 지원한다.
저명한 동문
AISB 졸업생들은 외교, 비즈니스, 의학, 예술 등 다양한 분야에서 성공적인 경력을 쌓아왔다. 특히, 많은 동문들이 국제 관계 및 글로벌 리더십 분야에서 활약하고 있다.
입학 및 학비
AISB는 사립 비영리 기관으로, 외국인 및 현지 학생 모두에게 입학 기회를 제공한다. 입학 심사는 성적, 영어 능력, 인터뷰 등을 종합적으로 평가하여 이루어진다.
학비는 학년별로 상이하며, 연간 약 $30,000~$40,000 USD (한화 약 4천만 원~5천만 원) 수준이다. 추가 비용으로 교통비, 과외 활동비 등이 있으며, 일부 학생들에게는 장학금 및 재정 지원이 제공된다.